# Harleysville
Harleysville est une census-designated place des États-Unis, dans le comté de Montgomery, en Pennsylvanie. Elle dispose du statut de census-designated place.

## Démographie
| Groupe            | Harleysville | Pennsylvanie | États-Unis |
| ----------------- | ------------ | ------------ | ---------- |
| Blancs            | 92,0         | 81,9         | 72,4       |
| Asiatiques        | 3,5          | 2,8          | 4,8        |
| Afro-Américains   | 2,6          | 10,9         | 12,6       |
| Métis             | 1,3          | 1,9          | 2,9        |
| Autres            | 0,6          | 2,4          | 7,3        |
| Total             | 100          | 100          | 100        |
|                   |              |              |            |
| Latino-Américains | 2,4          | 5,7          | 16,7       |

Selon l'American Community Survey, pour la période 2011-2015, 90,07 % de la population âgée de plus de 5 ans déclare parler l'anglais à la maison, 1,42 % déclare parler l'arabe, 1,26 % l'italien, 1,17 % une langue chinoise, 1,58 %, le 0,98 % le gujarati, 0,87 % le vietnamien, 0,79 % le coréen, 0,57 % l'allemand et 2,85 % une autre langue.